# Sophie Beier
Johanna Auguste Sophie Beier, geb. Möller, (* 27. Dezember 1870 in Hamburg; † 2. Februar 1917 ebenda) war eine deutsche Schriftstellerin.

## Leben
Beier kam 1870 als Tochter des Zimmermeisters Diederich Johann Wilhelm Möller in Hamburg zur Welt, wo sie ihre Kindheit und Jugend verlebte. Sie heiratete 1891 den Kaufmann Ernst Beier. Der Ehe, die 1908 geschieden wurde, entstammten zwei Kinder.
Beier veröffentlichte ab 1896 literarische Skizzen im Hamburger literarischen Wochenblatt. Es erschienen die Werke Papa, Zu spät und Mein Bruder. Zudem druckte das Blatt verschiedene Gedichte Beiers ab. Eine Gedichtsammlung erschien unter dem Titel Herzensklänge 1896 im Druck.